# Elecciones generales de Malta de 1870
Entre el 13 y el 18 de junio de 1870 se celebraron en Malta elecciones generales.

## Antecedentes
Las elecciones se realizaron bajo la constitución de 1849, con lo que de los 18 miembros del Consejo de Gobierno, diez serían designados y ocho electos.

## Resultados
2.732 personas tenían derecho a voto, de las que 1.908 votaron, dando una participación del 70%.
| Miembros electos        | Miembros electos | Miembros electos |
| Nombre                  | Votos            | Notas            |
| ----------------------- | ---------------- | ---------------- |
| Emmanuel Scicluna       | 750              | Reelegido        |
| Francesco Fiteni        | 634              |                  |
| Dun Luigi Fernández     | 498              |                  |
| Salvatore Cachia Zammit | 490              |                  |
| Ramiro Barbaro          | 472              |                  |
| Ettore Zimelli          | 420              |                  |
| Ruggerio Sciortino      | 397              | Reelegido        |
| Baruni Gauci Bonnici    | 95               | Elegido por Gozo |
| Fuente: Schiavone, p176 |                  |                  |